# Gotlandès antic
El gotlandès antic era el dialecte del nòrdic antic que es parlava a l'illa de Gotland. Mostra prou diferències amb l'antic nòrdic oriental per a considerar-lo una evolució diferent a la de la resta de dialectes d'aquesta llengua. Mostra suficients diferències amb el nòrdic antic oriental com per a considerar-lo una evolució diferent a la dels altres dialectes. El gotlandès antic compren el període aproximat entre els segles XII y XVI, el gotlandès tardà sobrevisqué fins a principis del segle xviii aproximadamente.
L'arrel gut és la mateixa arrel de got i s'usa sovint per a marcar les similituds que té amb la llengua gòtica. L'exemple més conegut d'aquestes similituds és que en antic gútnic i en gòtic s'anomenen les ovelles joves i adultes de la mateixa manera. Aquestes similituds han fet que estudiosos com Elias Wessén o Dietrich Hofmann mantinguin que hi ha una relació entre el gotlandès antic i el gòtic.
El diftong de l'antic nòrdic au (ex: auga > augä ('ull')) es mantingué en antic nòrdic occidental i en gotlandès antic, mentre que en antic nòrdic oriental es monoftonga cap a ø (øgha). Tanmateix, el diftong ai de stain ('pedra') es manté en gotlandès antic, mentre que en antic nòrdic occidental esdevé ei i en antic nòrdic oriental es monoftonga cap a e. Finalment, tenim que el diftong ey del protonòrdic i de l'antic nòrdic occidental esdevé oy en gotlandès antic i en antic nòrdic oriental monoftonga cap a ø.
| Antic nòrdic occidental | Antic gútnic | Antic nòrdic oriental |
| ----------------------- | ------------ | --------------------- |
| auga ('ull')            | augä         | øgha                  |
| stein ('pedra')         | stain        | sten                  |
| heyra ('sentir')        | hoyra        | høra                  |

La major part del corpus que es conserva del gotlandès antic es troba a la Gutsaga del segle xiii.
Text d'exemple:
þissi þieluar hafþi ann sun sum hit hafþi. En hafþa cuna hit huita stierna þaun tu bygþu fyrsti agutlandi fyrstu nat sum þaun saman suafu þa droymdi hennj draumbr. So sum þrir ormar warin slungnir saman j barmj hennar Oc þytti hennj sum þair scriþin yr barmi hennar. þinna draum segþi han firi hasþa bonda sinum hann riaþ dravm þinna so. Alt ir baugum bundit bo land al þitta warþa oc faum þria syni aiga. þaim gaf hann namn allum o fydum. guti al gutland aigha graipr al annar haita Oc gunfiaun þriþi. þair sciptu siþan gutlandi i þria þriþiunga. So at graipr þann elzti laut norþasta þriþiung oc guti miþal þriþiung En gunfiaun þann yngsti laut sunnarsta. siþan af þissum þrim aucaþis fulc j gutlandi som mikit um langan tima at land elptj þaim ai alla fyþa þa lutaþu þair bort af landi huert þriþia þiauþ so at alt sculdu þair aiga oc miþ sir bort hafa sum þair vfan iorþar attu.
Traducció:
Thielvar tenia un fill anomenat Hafthi. I la dona d'Hafthi s'anomenava Estrella Blanca. Ells van ser els primers a assentar-se a Gotland. Quan van dormir per primera vegada a l'illa, ella va somiar que tres serps se li posaven a la falda. Ho explicà a Hafthi. Ell va interpretar el seu somni i digué: tot està lligat amb braçalets, l'illa serà habitada, i tu pariràs tres fills. Encara que els fills no havien nascut, ell els anomenà Guti, el qual posseirà l'illa, Graip i Gunfjaun. Els tres fills dividiren l'illa en tres regions, i Graip, que era el més gran de tots, es quedà amb el nord, Guti el centre i Gunfjaun, que era el més jove de tots, es quedà amb el sud. Molts segles després, els seus descendents eren tant nombrosos que l'illa no els podia mantenir a tots. Un de cada tres illencs hagué de marxar de l'illa. Es podien endur totes les seves possessions excepte la terra.